# Escultura precolombina

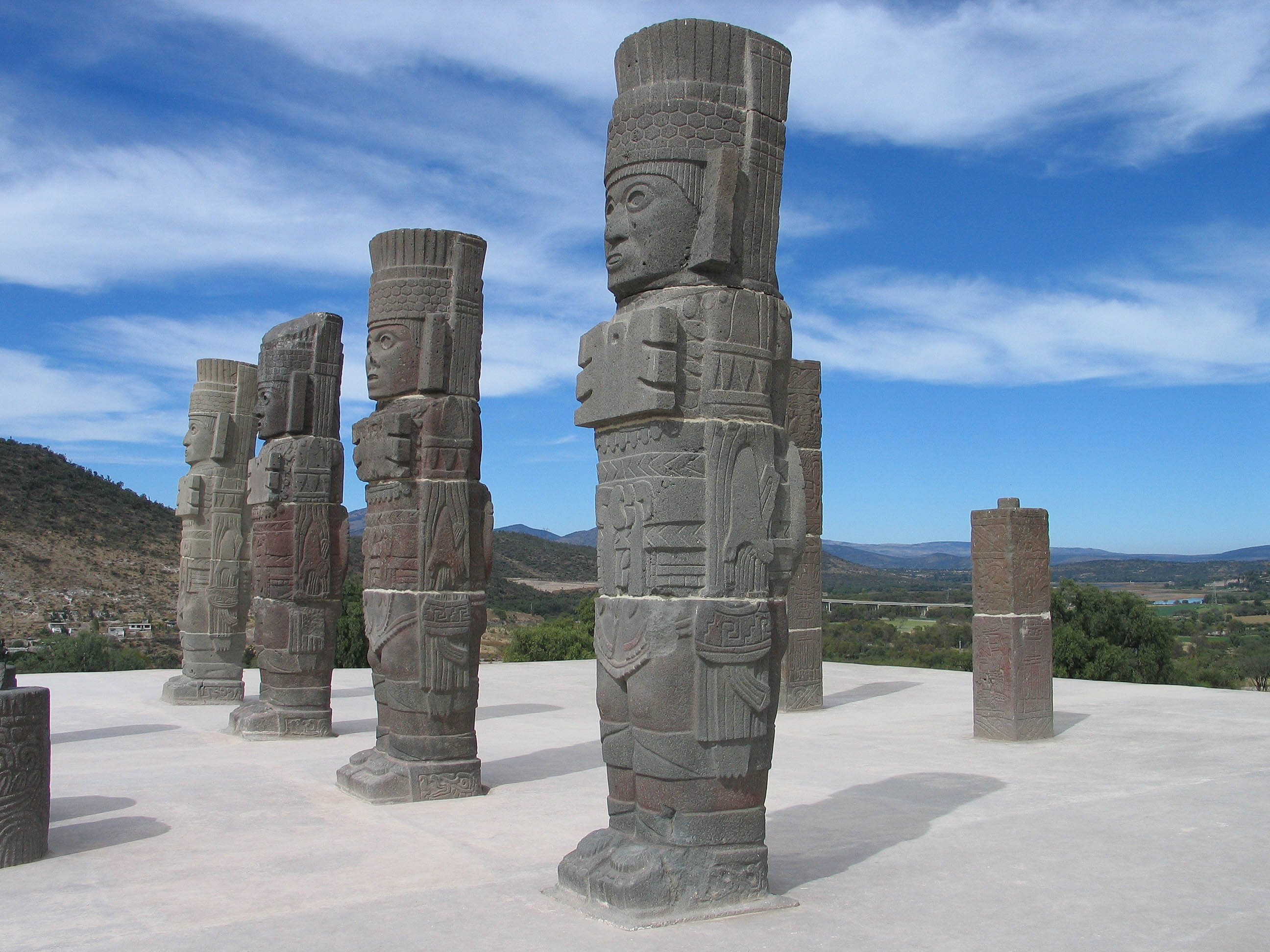
Conjunto escultórico en Tula (México).

En los ejemplares escultóricos que se conservan de los primeros pobladores de América se encuentran abigarradas estatuas de monstruosas divinidades, esfinges, relieves super chamba o menos históricos, y jeroglíficos.
Se distinguen  artes sin mucha lógica o sentido, con formas extravagantes y antiguas,las cuales están hechas de materiales como:piedra,madera,oro,plata y muchos más,son con una forma de monstruosas divinidades,esfinges,relieves simbólicos. Etc   

## Artenahua-maya
Se distingue por exuberancia ornamental y simbólica hasta llegar al barroquismo. 
Como ejemplo puede verse la piedra del Sol y la piedra del rey Tízoc, que se encuentran en Tollan (México). También hay muchas obras artísticas en Palenque (México) y en varios sitios arqueológicos de Guatemala. Se observa en los relieves la misma disposición de perfil con los ojos del frente que se aprecia en el arte oriental y las figuras alternan con jeroglíficos.
Entre los relieves de Palenque es famoso el del Templo de la Cruz en el cual se admira una cruz grande en relieve apoyada sobre un monstruo y coronada con un ave misteriosa. A sus lados, se hallan dos personajes en actitud de ofrecerle dones y detrás de ellos se advierten multitud de jeroglíficos. Entre ambos personajes y diseminados por el dintel, se encuentran varios jeroglíficos. Se supone que la cruz entre los antiguos indios era símbolo del dios del sol y de la fecundidad.

## Arteaimara-quechua
Se presenta más sencillo, desprovisto de adornos y más realista. El quechua se manifiesta en las vasijas peruanas antropomorfas y, antes, en las estatuas de Colombia, Costa Rica y Nicaragua, sin que falten ejemplares en México por donde acaso bajaron las tribus que se establecieron después en el sur de América.
- Datos: Q5839481